# هزبین هتل
هَزبین هتل (به انگلیسی: Hazbin Hotel) یک کمدی موزیکال پویانمایی بزرگسالان آمریکایی است که توسط ویوین مِدرانو با حساب کاربری «VivziePop» ساخته، کارگردانی، نویسندگی و تولید شده‌است. این انیمیشن کاملاً توسط انیماتورهای مستقل ساخته شده که تا حد زیادی توسط دنبال کنندگان مدرانو در پاترئون تأمین مالی می‌شوند. قسمت آزمایشی که «پایلوت» نامیده می‌شود، در ۲۸ اکتبر ۲۰۱۹ در یوتیوب منتشر شد. در ۶ نوامبر ۲۰۱۹، مدرانو در برنامه پاترئون اظهار داشت که هنوز تاریخی برای پخش قسمت دوم وجود ندارد. در اوت سال ۲۰۲۰، این نمایشگاه یک فن‌بیس (fanbase) اختصاصی ایجاد کرد. تعداد بازدیدهای این انیمیشن در ماه مه ۲۰۲۰ از ۳۲ میلیون بازدید افزایش یافته‌است. همچنین این انیمیشن با یک قسمت آزمایشی ۳۱ دقیقه ای، تا مارس ۲۰۲۱ بیش از ۵۵ میلیون بازدید داشته‌است. در ۷ اوت ۲۰۲۰، اعلام شد که ای۲۴ هزبین هتل را برای تبدیل شدن به یک مجموعهٔ تلویزیونی کامل انتخاب کرده‌است.
یک مجموعه اسپین‌آف، به نام هلاو باس، تقریباً یک سال پس از انتشار قسمت آزمایشی خود، در ۳۱ اکتبر ۲۰۲۰ از اولین فصل خود رونمایی کرد. هلاو باس در همان جهان هزبین هتل اتفاق می‌افتد، اما شخصیت‌ها و داستان‌های متفاوتی دارد. همان‌طور که ویوین آن را توصیف کرد، در حالی که هر دو انیمیشن تنظیمات یکسانی دارند، هزبین هتل دربارهٔ آزادی و عواقب اقدامات گذشته‌است، در حالی که هلاو باس «شخصیت‌ها و جوامعی را که از قبل در جهنم وجود داشته‌اند» دنبال می‌کند و تمرکز اصلی بر روابط فردی بین شخصیت‌ها است.

## داستان
در این سریال شارلوت " چارلی "  مورنینگ استار که دختر لوسیفر و لیلیث، شاهدخت جهنم و وارث تاج و تخت را دنبال می‌کند. او در تلاش برای تحقق آرزوی ظاهراً غیرممکن خود از افتتاح هتلی به نام «هتل هزبین» است که هدف آن بازسازی جهنم است. به دلیل جمعیت بیش از حد گناهکاران، جهنم هر سال یکبار پاکسازی انجام می‌دهد، کاری که به عهدهٔ نوعی فرشتهٔ معروف به نابودگران است که برای کشتن گناهکاران از بهشت فرود می‌آیند. چارلی این موضوع را بسیار ناامیدکننده می‌داند و می‌خواهد راه حلی صلح آمیزتر برای مسئله جمعیت بیش از حد پیدا کند. هدف اصلی او این است که مشتریانش از جهنم به عنوان ارواح رستگار شده «خارج شوند» و در بهشت پذیرفته شوند.
وی با کمک مدیر و دوست دختر فداکار خود، وگی و اولین مشتریشان، اَنجِل داست، بازیگر فیلم‌های پورنوگرافی، مصمم است که رویای خود را به واقعیت تبدیل کند. اما هنگامی که پیشنهاد او در پخش تلویزیونی زنده به بیراهه می‌رود، نقشه او توجه اَلِستِر « شیطان رادیویی » قدرتمند را جلب می‌کند که با وجود اینکه اعتقاد چارلی به رستگاری گناهکاران برایش خنده‌دار است اما می‌خواهد به چارلی کمک کند تا هتل را برای سرگرمی خودش اداره کند.

## شخصیت‌ها

### چارلی
- پرنسس شارلوت "چارلی" مورنینگ استار (به انگلیسی: Charlotte  " Charlie  " Morningstar)

با صداگذاری: جیل هریس و صداگذاری آواز خواندن: السی لاولاک
جنسیت: مؤنث
قهرمان اصلی داستان و بنیان‌گذار عنوان هزبین هتل است (همان‌طور که در پایلوت دیده می‌شود، در اصل هتل خوشحال (به انگلیسی: Happy Hotel) نامگذاری شده‌است.) او دختر پادشاه لوسیفر و ملکه لیلیت است و در جهنم به دنیا آمده‌است. ویوین مِدرانو، سازندهٔ سریال در حساب توئیتر خود تأیید کرد که چارلی دوجنس‌گرا است.

### وگی
- وَگی (به انگلیسی: Vaggie)

با صداگذاری: مونیکا فرانکو
جنسیت: مؤنث
دستیار مدیر هزبین هتل و دوست دختر چارلی است. او به شدت از چارلی حمایت می‌کند و زودرنج است. با وجود عصبانیت زیاد، او اغلب به عنوان فردی متواضع و منطقی عمل می‌کند و تلاش می‌کند تا اعتبار هتل را بالا نگه دارد.

### انجل داست
- آنتونی (به انگلیسی: Anthony) یا اَنجِل داست (به انگلیسی: Angel Dust)

با صداگذاری: مایکل کوواچ
جنسیت: مذکر
یک ستارهٔ پورنوگرافی همجنسگرا و یک شیطان عنکبوتی است. او اولین داوطلب نقشهٔ چارلی برای بهبود بخشی جهنم است ولی او هدف چارلی را جدی نمی‌گیرد و تمایل دارد در پشت سر چارلی شیطنت کند.

### الستر
- اَلِستِر (به انگلیسی: Alastor) یا رادیو دیمِن (به انگلیسی: Radio Demon)

با صداگذاری: ادوارد بوسکو و صداگذاری آواز خواندن: گابریل سی. براون
جنسیت: مذکر
او یکی از ارباب‌های جهنم است. صدای او همیشه رادیویی است همراه با جلوه‌های صوتی استاتیک از جمله صدای خنده و موسیقی تم. او خدمات خود را به چارلی ارائه می‌دهد تا به او کمک کند تا هدف خود را از اداره هتل حفظ کند، اما در حقیقت فقط برای سرگرمی خود از تماشای شکست شیاطین دیگر در این روند به او کمک می‌کند. همچنین الستر یک شخصیت بی‌جنس‌گرا است.

### نیفتی
- نیفتی (به انگلیسی: Niffty)

با صداگذاری: میشل ماری
جنسیت: مؤنث
یک شیطان کوچک و بیش فعال سایکلوپ از دههٔ ۱۹۵۰ که به نظافت و مردها وسواس دارد.

### هاسک
- هاسک (به انگلیسی: Husk) یا هاسکر (به انگلیسی: Husker)

با صداگذاری: میک لائر
جنسیت: مذکر
یک شیطان گربه‌ای بداخلاق و قمارباز و الکلی است که به راحتی حوصله‌اش سرمی‌رود. به گفتهٔ یکی از طراحان هزبین هتل، او همه‌جنس‌گرا است.

## قسمت‌ها
| فصل    | قسمت‌ها | قسمت‌ها | تاریخ اصلی روی آنتن رفتن | تاریخ اصلی روی آنتن رفتن | تاریخ اصلی روی آنتن رفتن |
| فصل    | قسمت‌ها | قسمت‌ها | اولین بار                | آخرین بار                | شبکه                     |
| ------ | ------ | ------ | ------------------------ | ------------------------ | ------------------------ |
| پایلوت | ۱      | ۱      | ۲۸ اکتبر ۲۰۱۹            | ۲۸ اکتبر ۲۰۱۹            | یوتیوب                   |
| ۱      | ۸      | ۸      | ۱۸ ژانویه ۲۰۲۴           | ۱ فوریه ۲۰۲۴             | آمازون پرایم ویدئو       |

### قسمت آزمایشی (پایلوت) «۲۰۱۹»
| شم. | عنوان         | کارگردان     | نویسنده                                   | فیلمنامهٔ مصور توسط | تاریخ انتشار اصلی |
| --- | ------------- | ------------ | ----------------------------------------- | ------------------ | ----------------- |
| ۱ | «این سرگرمیه» | ویوین مِدرانو | ویوین مِدرانو، دِیو کَپدِویل و رِیموند هرناندز | ویوین مِدرانو       | ۲۸ اکتبر ۲۰۱۹     |
| چارلی، شاهدخت جهنم، هدف به ظاهر غیرممکن خود را برای اصلاح گناهکاران و کاهش مسالمت‌آمیز جمعیت بیش از حد در پادشاهی خود در جهنم دنبال می‌کند. او پس از کشتار سالانه شیاطین توسط فرشتگان نابودگر، هتلی را به امید اینکه شیاطین را به بهشت برساند، باز می‌کند. در حالی که بیشتر افراد جهنم هدف او را مسخره می‌کنند، شریک فداکار او، وگی و اولین مشتری آن‌ها، اَنجل داست، ستاره فیلم‌های پورن، در کنار او قرار می‌گیرند. هنگامی که موجودی قدرتمند، معروف به «اهریمن رادیو» برای کمک به تلاش‌های چارلی به هتل آن‌ها می‌آید، به رویای او فرصتی داده می‌شود تا به واقعیت تبدیل شود. موسیقی‌ها: "I'm Always Chasing Rainbows", "Inside of Every Demon is a Rainbow", و "Alastor's Reprise" |               |              |                                           |                    |                   |

## سایر رسانه‌ها

### وب‌کمیک‌ها
در ژوئیه سال ۲۰۲۰، یک وب‌کمیک تحت عنوان «التیام‌های کثیف» (به انگلیسی: Dirty Healings) که نشان می‌داد چگونه اَنجل داست با هتل آشنا شد، حاوی بیست و دو صفحه و میزبانی‌شده در وب‌سایت رسمی هزبین هتل منتشر شد. کمیک دیگری با عنوان «یک روز در زندگی پس از مرگ» (به انگلیسی: "A Day in the Afterlife) که روی زندگی روزمره الستِر (رادیو دیمِن) در جهنم متمرکز بود، در تاریخ ۱۹ اکتبر سال ۲۰۲۰ و حاوی شانزده صفحه، در وب‌سایت بارگذاری شد.

### آهنگ و موزیک ویدئوی «معتاد»
موزیک ویدئوی «معتاد» (به انگلیسی: Addict) یک موزیک ویدئوی انیمیشنی است که در ۱۷ ژوئیه ۲۰۲۰ در کانال یوتیوب مِدرانو منتشر شد، بر اساس و اجرای آهنگ سیلوا هوند (به انگلیسی: Silva Hound) با همین نام. داستان این آهنگ پیرامون روابط اَنجل داست با بهترین دوستش چری بمب (به انگلیسی: Cherry Bomb) و رئیس سوءاستفاده‌گر او ولنتینو (به انگلیسی: Valentino) است. این آهنگ توسط مایکل کوآچ و کِلی «چی-چی» بویِر اجرا شد و سارا «سِروال» فیشر نیز به ساخت موسیقی ویدئو کمک کرد. تیتو دبلیو جیمز از سایت Comicon.com این ویدئو را چنین توصیف کرد که به بینندگان نگاه عمیق‌تری نسبت به زندگی چری بمب و اَنجل داست می‌دهد و "دنیای هزبین" را به قول خودش به دلیل «همزمان تحریک‌آمیز و همدلانه بودن» ستود. این آهنگ در ۲۱ ژوئیه ۲۰۲۱ به عنوان آهنگ رقص شماره ۳ در iTunes رتبه‌بندی شد. علاوه بر این، این آهنگ در جدول ترانه‌های رقص/الکترونیک ایالات متحده به شماره ۱۴، در جدول ترانه‌های رقص/الکترونیک دیجیتال شماره چهار و در پایان سال در جدول ترانه‌های رقص/الکترونیک، به شماره ۷۷ رسید.

## تولید و انتشار
شخصیت‌های قسمت آزمایشی مدتی بود که توسط مدرانو ساخته شده بودند و او شروع به کار با افراد «SVA» در تئاتر موسیقی برای کار بر روی آنچه بعداً به هزبین هتل تبدیل شد کرد. در ابتدا قرار بود قسمت آزمایشی یک کمدی بزرگسالان خشن و با زیبایی‌شناسی اهریمنی باشد. بیش از شش ماه طول کشید تا قسمت آزمایشی نوشته شود و بیش از دو سال نیز طول کشید (از ۲۰۱۷ تا ۲۰۱۹) تا به انیمیشن تبدیل شود و پس از آن تیزرهایی برای جلب مخاطبان و طرفداران منتشر شد.

## بازخورد
قسمت آزمایشی سریال به دلیل کیفیت بالای انیمیشن، موسیقی و شخصیت‌هایش مورد تحسین منتقدان، و حتی کسانی که انتقاد بیشتری نسبت به خود نمایش دارند قرار گرفته‌است. استفان نوواک از روزنامهٔ دانشجویی «The Oswegonian» از انیمیشن‌سازی، نویسندگی و شخصیت‌های هزبین هتل تمجید کرد. او با انتقاد از این آهنگ‌ها گفت: «در حالی که هزبین هتل مطمئناً مورد توجه همه قرار نخواهد گرفت، اما کسانی که می‌توانند از شخصیت‌های خوب این انیمیشن سرگرم‌کننده قدردانی کنند، مطمئناً بی صبرانه تا قسمت بعدی منتظر می‌مانند.»
مت اسمیت، یکی دیگر از اعضای روزنامهٔ دانشجویی «The Harbinger» نیز همین افکار را داشت. اسمیت ضمن تمجید از صداپیشگی، آواز خواندن و انیمیشن‌سازی، این نمایش را به عنوان «نگاهی خنده‌دار و تاریک» به زندگی در جهنم تحسین کرد. در همان زمان، او با اشاره به نمایش مصرف مواد مخدر و شوخی‌های جنسی و همچنین خشونت قوی در این سریال اشاره کرد و گفت که این نمایش به وضوح «برای کودکان نیست». اسمیت یادآوری می‌کند که این انیمیشن بسیار جالب و سرگرم‌کننده است، اما بی نقص نیست. وی اظهار داشت که این نمایش دارای گام بسیار خوبی نیز است. علاوه بر این، لیدیا واسار از گزارشگر «MSU» با اشاره به «شوخ‌طبع بودن و سبک هنری» این نمایش را ستود. او همچنین اظهار داشت که منتظر قسمت‌های آیندهٔ این سریال است و از «تنوع در طراحی شخصیت‌ها» لذت می‌برد و واضح است که سازندگان سریال برای این پروژه وقت و انرژی زیادی گذاشتند. در دسامبر سال ۲۰۱۹ روبن بارون ، منتقد انیمیشن «CBR»، در مقاله‌ای دربارهٔ وضعیت فعلی انیمیشن بزرگسالان اظهار داشت که در حالی که قسمت‌های آزمایشی هتل هزبین و هلاو باس به دلیل شوخ‌طبعی نامناسب «برخی انتقادات موجه» را به همراه داشته‌است، آن‌ها هنوز هم از نظر یک انیمیشن زحمات شفاف عشق را نشان می‌دهند. نریسا روپنارین، یکی دیگر از منتقدان «CBR»، اشاره کرد که الستر در لیست کوچک «شخصیت‌های بی‌جنس‌گرا» در انیمیشن قرار دارد.
در ۷ اوت سال ۲۰۲۰، مت برالی، خالق آمفیبیا، حمایت خود را از این سریال ارائه داد و اقدام ای۲۴ در انتخاب برنامه برای تبدیل شدن به یک مجموعه تلویزیونی کامل را یک گام خارق‌العاده و عالی خواند. علاوه بر این، چارلی سیتس از «Cultured Vultures» اظهار داشت که هزبین هتل نمونه‌ای از چگونگی «تغییر روش‌های سنتی تولید تلویزیون» است و احتمال استفاده از یوتیوب برای تغییر «توازن قدرت بین خالق و شبکه‌ها» را به نفع سازندگان و همچنین اظهار داشت که این نمایش «تغییر واضحی در رسانه‌های سنتی» است و قسمت آزمایشی را «یک بیت خوب طراحی شده که سزاوار تماشا است» خواند، که توسط دیگران تکرار می‌شود و می‌گویند تأثیر مثبت در ادامهٔ انیمیشن خواهد داشت. حتی برخی گفتند که موفقیت هزبین هتل منجر به ساخت قسمت آزمایشی هلاو باس شد. در ۲۴ نوامبر سال ۲۰۲۰ ، منتقد شان کوبیلاس در مقاله ای دربارهٔ ده خط جالب در پایلوت، این نمایش را به خاطر «شوخ‌طبعی عجیب، جاه طلبانه و طنز تاریک» ستایش نمود و برخی نیز آن را به خاطر «سریع‌ترین، شوخ‌ترین و پرزرق و برق‌ترین دیالوگ‌هایی که تاکنون در انیمیشن‌های مستقل دیده شده‌است» ستایش کردند.